# 义州 (南梁)
义州，南梁、南陈、隋朝、唐朝时设置的州。
南朝梁普通二年（521年）之前置义州，治在义城郡苞信县（今河南商城县西）。次年，刺史文僧明叛梁投降北魏，被裴邃平定。下辖义城郡苞信县、边城郡边城县。之后北齐占据，义城郡苞信县属于南建州。
南梁迁移义州到湖北罗田县东六十里一带，义州义城郡下辖罗田县，南陈沿置。隋文帝开皇二年（582年）废。
唐高祖武德三年（620年）唐朝以光州的殷城县复置义州。治殷城县（今河南商城县西）。属光州都督府。唐太宗贞观元年（627年）废义州。殷城县属于光州。